# Мост Трёх Стран
Мост трёх стран (нем. Dreiländerbrücke, фр. La passerelle des Trois Pays) — однопролётный пешеходный мост через Рейн на границе Германии, Франции и Швейцарии. Несмотря на название, мост соединяет только территории муниципалитетов Юненг (Эльзас, Франция) и Вайль-на-Рейне (Баден-Вюртемберг, Германия), а граница Швейцарии расположена менее чем в 200 м от него.
Длина — 248 м, это самый длинный пешеходный мост в мире среди мостов такого типа. Кроме пешеходов, движение разрешено лишь велосипедистам и инвалидам на колясках.
Высота моста — 24,75 м, над водой — 7,8 м, ширина — 5,5 м. На сооружение было истрачено 1012 т стали, 1798 м³ бетона и 805 м стального троса 30-60 мм в диаметре.
Строительство моста началось в 2006 году, а уже 30 июня 2007 года состоялось торжественное открытие.